# Grupo de Leagro

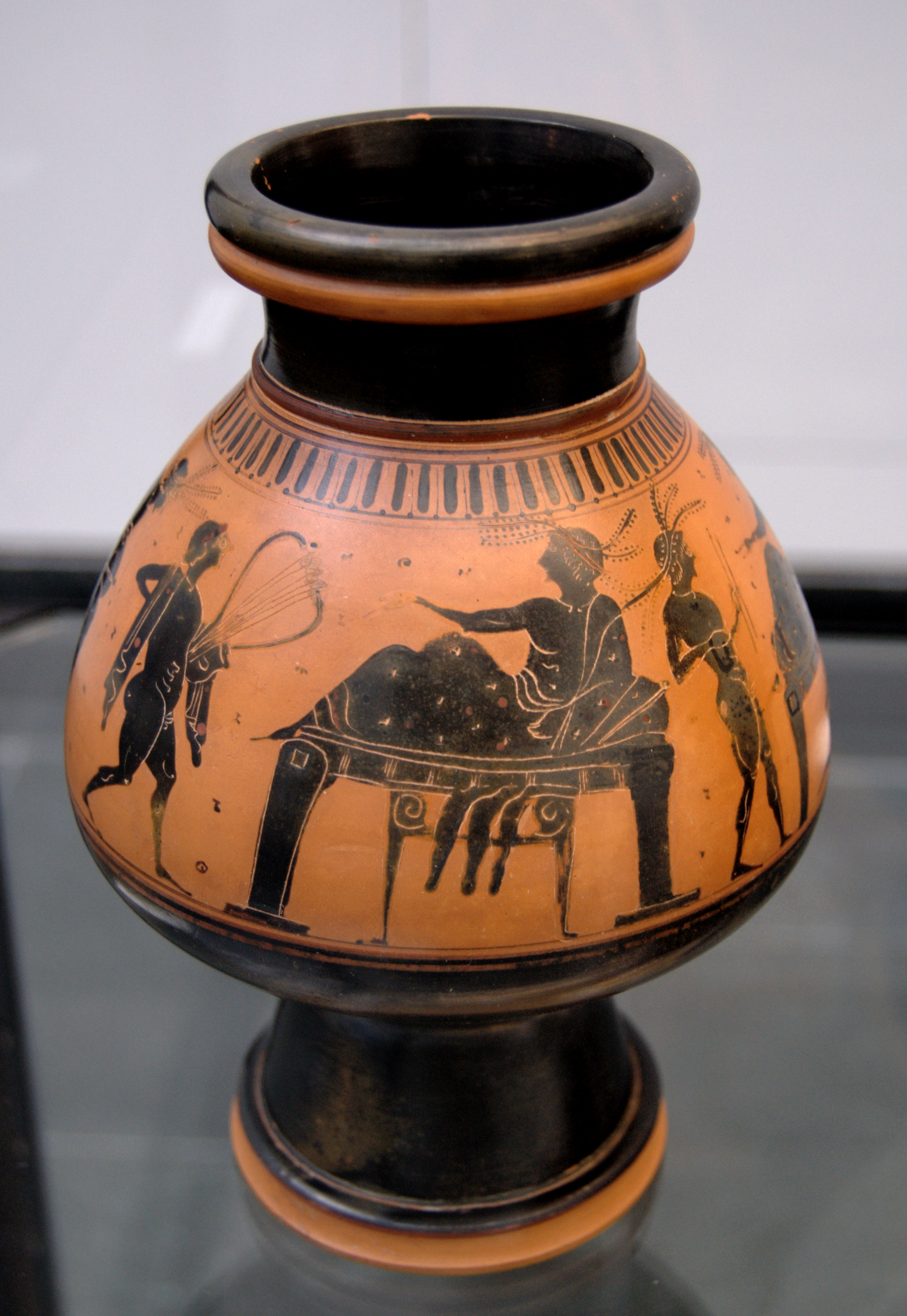
Escena de simposio en un psicter, circa 510 a. C. Múnich: Staatliche Antikensammlungen.

El Grupo de Leagro fue un grupo de pintores de vasos que produjeron cerámica ática de figuras negras. El grupo estuvo activo en Atenas durante la época arcaica, alrededor del 525/520–500 a. C. El grupo colaboró con el llamado Grupo pionero (cerámica) de los primeros pintores de figuras rojas, y sus miembros se encontraban entre los últimos pintores de figuras negras importantes. Algunos investigadores han sugerido que esta era la rama de producción de figuras negras del taller del Grupo pionero. Al menos, parece que los mismos comerciantes vendían la producción de ambos grupos.
El Grupo de Leagro fue el último grupo importante de pintores de vasos áticos en el estilo de figuras negras en pintar imágenes de gran formato en vasos. Su importancia es tan grande que su época de actividad también se conoce como el período Leagro. Se atribuyen al grupo unos 400 vasos; la mayoría de ellos son ánforas de cuello e hidrias, que constituyen alrededor de la mitad de los productos sobrevivientes del grupo. Además, pintaron otros tipos de ánforas, cráteras, lécitos, y en pequeñas cantidades, algunas otras formas. El nombre convenido del grupo se deriva de cinco vasos con inscripciones kalós que mencionan al efebo Leagro.

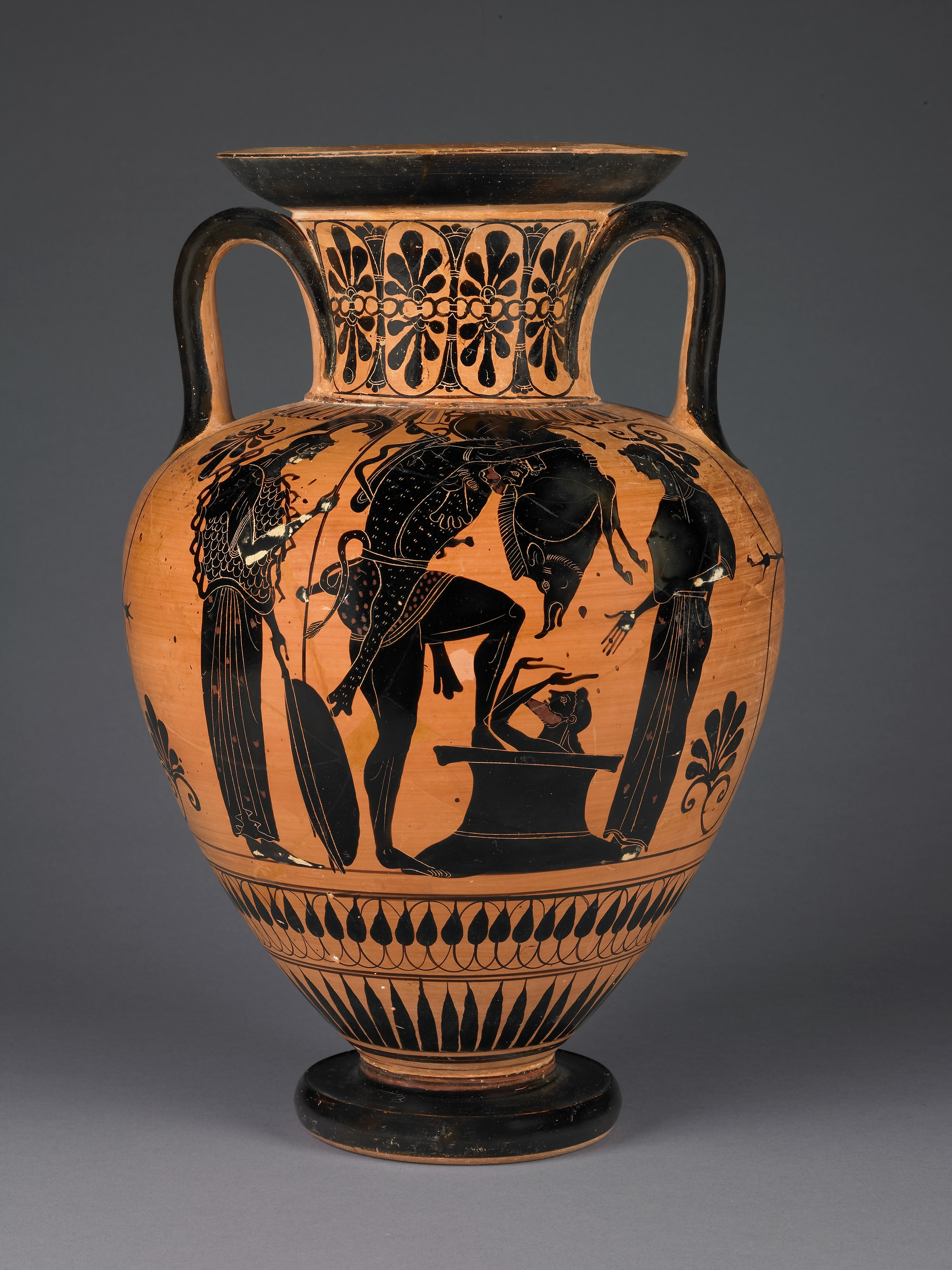
Heracles lleva el jabalí de Erimanto a Euristeo, que se esconde en una gran nave de almacenamiento hundida. Alrededor del 510 a. C. Malibú: Museo Getty.

Las hidrias del grupo se parecen a los del Pintor de Antimenes, presentan hombros más anchos y poco profundos. Las anteriores predelas de frisos de animales y líneas de marco decoradas con hojas de hiedra son ahora reemplazadas por palmetas con amplias hojas separadas. Se organizan en bucles redondeados. Estos patrones son raros en la pintura de vasos de figuras negras, pero muy populares en el estilo de figuras rojas contemporáneo del Grupo de Leagro. A veces, los pintores del Grupo usaban la técnica de fondo blanco en los cuellos de sus ánforas, otra característica introducida por el Pintor de Antimenes. La decoración de sus ánforas de cuello también es similar a la suya, pero los adornos vegetales de los cuellos están pintados con más cuidado y las flores de loto parecen más bien tallos de apio.
Sus escenas figurativas, por última vez, demuestran el poder y la complejidad del estilo de las figuras negras. Incluyen escenas complejas con múltiples figuras, a menudo superpuestas. Las incisiones son contundentes y claras, la representación de los detalles anatómicos es restringida. Los colores adicionales solo se utilizan de forma limitada. Los pliegues y patrones de la ropa solo se producen raramente y con poco detalle. Así, los artistas del Grupo de Leagro demuestran los puntos fuertes del estilo de figuras negras, mientras que el Grupo pionero contemporáneo muestra las posibilidades que ofrece la recién introducida técnica de las figuras rojas, plasmando verdaderamente los detalles de anatomía y vestimenta. El Grupo de Leagro logró adoptar algunas de las innovaciones asociadas a la nueva técnica dentro de los límites de su estilo. Los músculos y los textiles se representan de forma reducida. Los pequeños ojos de sus figuras son otra característica llamativa. Los artistas del grupo se benefician particularmente de las innovaciones en términos de perspectiva y representaciones espaciales, aunque las usan raramente. Todas las figuras presentan proporciones idealizadas de la expresión corporal y facial. Comparadas con las figuras del pintor de Antimenes, parecen bastante robustas. El grupo no desperdicia el espacio disponible; sus campos de imagen suelen estar bien rellenados. El hecho de que no aparezcan abarrotadas se debe al talento compositivo de los pintores. Las composiciones son equilibradas, convincentes y llenas de tensión. A veces, los detalles se extienden más allá de los márgenes del campo pictórico propiamente dicho.

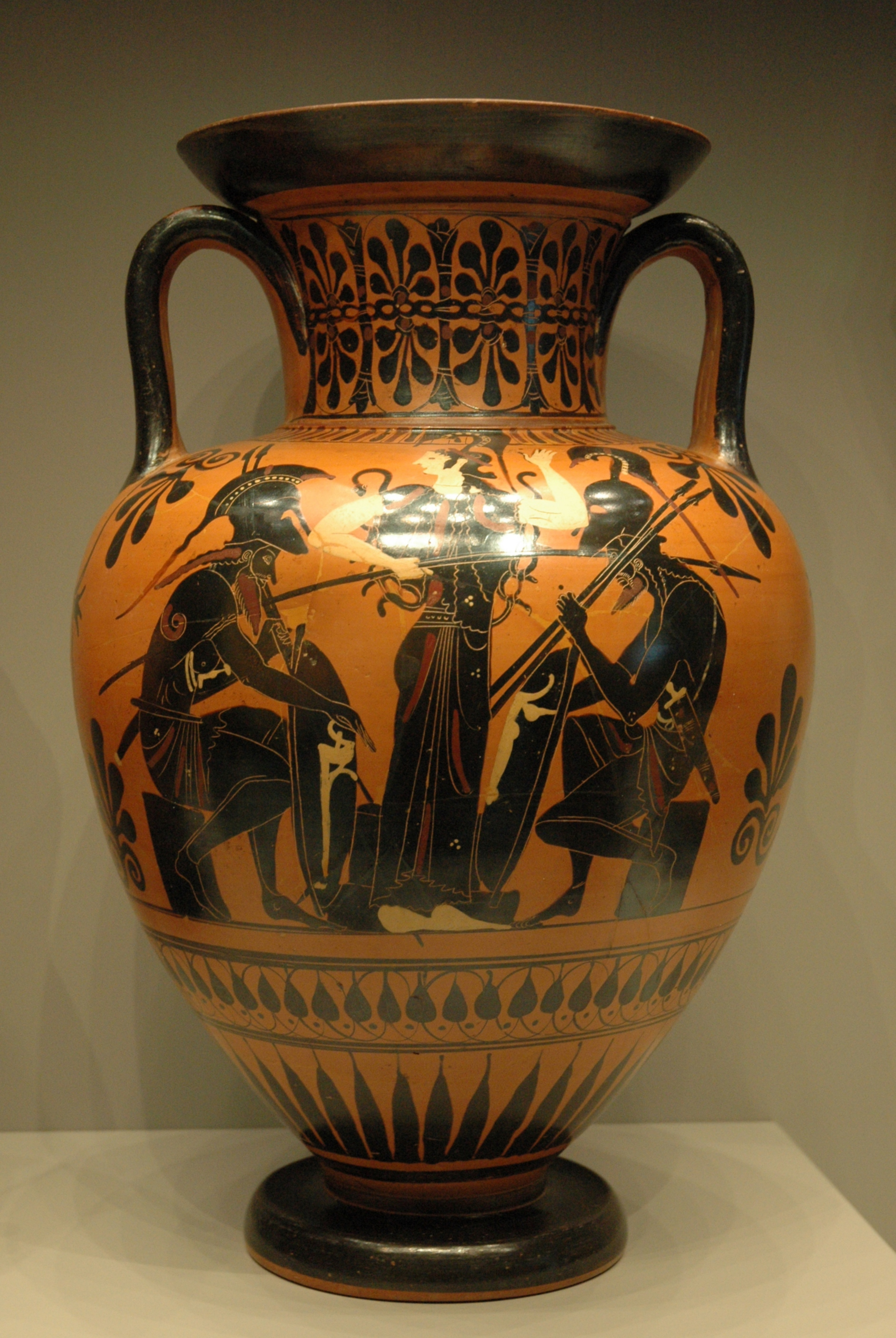
Aquiles y Áyax jugando un juego de mesa, ánfora de cuello, alrededor del 510 a. C. Malibú: Museo Getty.

Dentro del grupo, se pueden identificar varios subgrupos más pequeños y pintores individuales, aunque con considerable dificultad, debido a los estilos muy homogéneos de los pintores. Los artistas individuales más significativos son el Pintor de Aqueloo y el Pintor de Chiusi. El grupo se inclinaba por temas mitológicos, especialmente escenas de la guerra de Troya y las aventuras de Heracles. Por ejemplo, la escena de Aquiles y Áyax el Grande jugando un juego de mesa se representa varias veces. Algunos motivos fueron introducidos por los pintores del Grupo de Leagro, otros representados e interpretados de nuevas maneras. Aunque se produjeron cambios similares en la pintura de jarrones de figuras rojas, los dos desarrollos deben considerarse probablemente como separados, a pesar de la posibilidad de un grado de influencia mutua. Es posible que los pintores del Grupo trabajaran en los mismos talleres que los del Grupo pionero, como lo sugiere el hecho de que el nombre de kalos Leagros también aparece en jarrones de Eufronio, Fincias y Eutímides. Los vínculos e influencias mutuas entre los dos grupos siguen siendo objeto de controversia. John Boardman considera que eran un tándem, Heide Mommsen sugiere un mayor grado de interacción.